# (1580) Betulia
(1580) Betulia ist ein Asteroid des Amor-Typs, der am 22. Mai 1950 von Ernest Leonard Johnson, vom Union-Observatorium (Sternwarten-Code 078) in Johannesburg aus, entdeckt wurde.
Betulia ist nach dem Vornamen der Ehefrau Samuel Herricks benannt, eines Ingenieurs und Astronomen, der die Bahn dieses Asteroiden studierte.